# Plastic Tree
Plastic Tree е японска музикална група. Създадена е през декември 1993 г. в префектура Чиба, издава първия си миниалбум през декември 1995 г., а през 1997 г. издава първия си сингъл.

## История
Plastic Tree е основана от вокалиста Рютаро Аримура и китариста Акира Накаяма, които се срещат в гимназията. Тяхната музика се доближава до стила на The Cure и Radiohead.
Музикантите правят първото си задгранично турне през 2006 г., наречено Chandelier Tour, и изнасят концерти във Франция, Германия и Финландия. На 23 февруари 2009 г. Хироши Сасабучи напуска групата, след като седем години е бил неин барабанист. От създаването си групата има четирима барабанисти.